# Rachel Ruto
Rachel Ruto là vợ của William Ruto, Phó Tổng thống thứ nhất của Kenya và Đệ nhất phu nhân Kenya. Bà đóng vai trò hỗ trợ cho chiến dịch của chồng, thường được nhìn thấy về phía chồng mình.
Trong thời gian làm Đệ nhất phu nhân Kenya, bà đã trở thành người ủng hộ quyền của phụ nữ và trao quyền cho phụ nữ. Thông qua Tổ chức Phụ nữ Vui vẻ, bà đã thúc đẩy một sáng kiến ngân hàng bàn trên khắp Kenya và lan sang phần còn lại của Châu Phi.
Vào ngày 17 tháng 1 năm 2014, Rachel Ruto xuất sắc của bà đã được trao giải thưởng học bổng danh dự quốc tế về trao quyền cho phụ nữ tại Đại học nhị phân ở Malaysia.